# 致青春·原來你還在這裡
《致青春·原來你還在這裡》（英語：Never Gone），是一部改編自辛夷坞小說《原來你還在這裡》，于2016年7月8日上映的中国青春爱情电影，由張一白監製、周拓如执导，吴亦凡、刘亦菲、金世佳、李沁、李梦及郝邵文领衔主演。

## 劇情簡介
外表溫柔安靜的蘇韻錦（劉亦菲飾）在高中同學程錚（吳亦凡飾）的深情追求下慢慢愛上了對方，可無奈相愛容易相處難，自小生活環境的差異以及性格的迥異開始成為兩人之間的問題，矛盾的不斷发現最終還是讓感情出現了裂痕最後走到了分手境地。
幾年後，蘇韻錦成為了一個事業有成的職場女強人，但平靜的生活因程錚的再次出現而泛起了漣漪，兩人剪不斷理還亂的感情促使他們又糾纏到了一起，並且這時才知道彼此在這幾年中都沒有放下，想愛但又怕過去重演。
在電影正片中，兩人最後是開放式結局，真實結局於《你是我的》MV中發布刪減版片段。

## 演員列表
| 演员   | 角色   | 备注 |
| 吴亦凡 | 程铮   | 男主角，喜歡蘇韵錦，章粵的弟弟，和孟雪是青梅竹馬。是個成績好的富二代，經歷了許多事情後終於和蘇韵錦在一起，後因蘇韵錦向沈居安借錢而心痛分開。後來去美國，在美國與蘇韵錦再次相逢。                                                                         |
| 刘亦菲 | 苏韵锦 | 女主角，家庭的經濟狀況不好，一開始成績不太好，後在程錚的幫忙下好轉，對程錚有好感。上大學後忘不了程錚，決定開始交往，後來因不願害到程錚而和沈居安借錢，造成程錚無法理解而分開，兩年的時間慢慢還程錚錢後，發覺仍舊放不下他，後來到美國去，再次與程錚相逢。 |
| 金世佳 | 周子翼 | 富二代，程錚的死黨，和莫郁華交往，後分手跟其他人結婚。 |
| 李沁   | 孟雪   | 家庭環境很不錯，程錚的青梅竹馬，有一段時間把蘇韵錦看成敵人，後與宋鳴在一起 |
| 李梦   | 莫郁华 | 家庭和蘇韵錦相仿，蘇韵錦在學校裡第一個也是唯一一個朋友，喜歡周子翼。和周子翼分手後出國留學。 |
| 郝邵文 | 宋鸣   | 個性友善，對孟雪唯命是從，後和孟雪在一起。 |
| 喬任梁 | 沈居安 | 和蘇韵錦在大學圖書館認識，對蘇韵錦有好感。後為了錢財和章粵在一起。 |
| 陳燃   | 章粵   | 程錚的姊姊，和沈居安在一起 |

## 原声带
| 曲序 | 曲目               |        | 作曲   | 演唱者         |
| ---- | ------------------ | ------ | ------ | -------------- |
| 1.   | 還在這裡（主題曲） | 盧思浩 | 王錚亮 | 劉亦菲、王錚亮 |
| 2.   | 你是我的（插曲）   | 王錚亮 | 王錚亮 | 王錚亮         |

## 制作
- 2015年4月21日，本片在上海开机拍摄。[8]
- 2015年7月2日，本片在纽约杀青。[9]

## 反响

### 票房
- 至2016年7月10日，本片上映三天的首周末票房为1.77亿元人民币。[10]
- 至2016年7月27日，本片票房为3.3亿元人民币。[1]

### 获奖与提名
| 類別             | 頒獎日期       | 獎項                 | 入圍者／作品 | 結果 | 參考          |
| ---------------- | -------------- | -------------------- | ------------ | ---- | ------------- |
| 广州大学生电影节 | 2016年12月15日 | 最受大学生欢迎女演员 | 刘亦菲       | 獲獎 | [ 11 ] [ 12 ] |

## 外部連結
- 致青春·原來你還在這裡的新浪微博
- 豆瓣电影上《致青春·原來你還在這裡》的資料 （简体中文）
- 时光网上《致青春·原來你還在這裡》的資料（简体中文）
- 香港影庫上《致青春·原來你還在這裡》的資料（繁體中文）
- 互联网电影数据库（IMDb）上《致青春·原來你還在這裡》的资料（英文）